# 모포 뛰어넘기
《모포 뛰어넘기》(Le Saut à la couverture)는 1895년 프랑스의 단편 무성영화로, 루이 뤼미에르가 제작하였다.

## 상세
뤼미에르 형제가 초창기에 찍었던 여느 영화와 마찬가지로, 영사기와 촬영기를 겸한 시네마토그래프로 촬영하였으며, 35mm 필름에 화면비는 1.33:1로 제작되었다. 1895년 12월 28일 프랑스 파리의 카푸신 대로 14번지 그랑 카페에서 뤼미에르 형제가 처음으로 선보인 시네마토그래프 유료 상영회에서 선보였던 단편 영화 10편 중 하나이기도 하다.
모포를 들고 있는 네 남성과 모자를 쓴 채 지켜보는 한 남성. 그리고 또다른 남성이 모포 쪽을 향해 달려가서 뛰어넘으려 한다. 그러나 높이 뛰지 못하고 담요에 걸려 허우적대기를 두 차례 반복한다. 세번째 시도에서는 뛰는 동시에 공중 회전까지 하며 담요를 거의 넘어간다. 이때 들고 있는 남성들이 모포를 공중으로 살짝 뒤집어서 땅에 떨어지게 한다. 네 번째 시도에서는 담요 위에서 굴러 반대편으로 넘어가 착지한다.  마지막 시도에서는 전번보다 못한 점프로 담요 위에 착지하고, 모포를 들고 있는 남성들의 도움을 받아 허우적대며 빠져나온다.
뤼미에르의 모든 작품과 마찬가지로 촬영된 지 100년이 넘은 영화인 만큼 퍼블릭 도메인으로 저작권이 소멸되었기에 유튜브 등지의 인터넷상에서 감상할 수 있다.